# Marcia Neugebauer
Marcia Neugebauer (Nova Iorque, 27 de setembro de 1932) é uma proeminente geofísica norte-americana com grandes contribuições para a ciência espacial. Foi a primeira a fazer medidas do vento solar e sua interação com os cometas.

## Biografia
Marcia nasceu na cidade de Nova Iorque, em 1932. Formou-se em Física em 1954, pela Cornell University, com mestrado na mesma área pela Universidade de Illinois em Champaign-Urbana, em 1956. Em 1998, recebeu um doutorado honorário em Física pela Universidade de Nova Hampshire.
Marcia foi uma das principais cientistas a usar o analisador de plasma da sonda Mariner 2, que fez medidas exatas do vento solar e descobriu suas propriedades. Desenvolveu equipamentos que orbitaram a Terra, que acompanharam a Apollo 11 até a Lua e alguns orbitaram o Cometa Halley a bordo da missão da sonda Giotto.
Sendo uma das poucas mulheres na área da física a trabalhar na década de 1960 na NASA, Neugebauer teve vários cargos no Jet Propulsion Laboratory, como diretora do departamento de física e física espacial, diretora dos estudos da Mariner 2 e cientista chefe do projeto das Ranger 1 e 2, além das missões que orbitaram cometas.
Foi presidente da American Geophysical Union de 1994 a 1996 e editora chefe de sua revista. Foi também diretora do Comitê de Física Solar e Espacial da United States National Academy of Sciences.
Foi casada com o astrofísico Gerald Neugebauer.